# 윈난성 (중화민국)

윈난 성의 위치

윈난성(중국어: 雲南省, 한국어: 운남성)은 1912년부터 1951년까지 존재했던 중화민국의 성으로 면적은 420,465km2이다. 동쪽으로는 구이저우 성과 광둥 성, 북쪽으로는 쓰촨 성과 시캉 성, 남쪽과 서쪽으로는 인도, 미얀마와 접하고 있었다. 1개 시, 113개 현을 관할하였다.
1912년부터 1935년까지는 쿤밍 현(昆明縣), 1935년부터 1949년 중국 공산당에 장악될 때까지는 쿤밍을 성도로 했다. 1950년부터 1951년까지는 태국 방콕으로 망명했고 성 정부는 폐지되었다. 다만 1960년까지 국민당군 패잔병들이 중국과 미얀마와의 변경 지대를 지배하고 있었으나 중화인민공화국과 미얀마의 합동 작전으로 패전하였다.